# バタリング・バタリノ
バタリング・バタリノ（Battling Battalino、本名：クリストファー・バタリーニ、1908年2月18日 - 1977年7月25日）は、アメリカ合衆国出身の元プロボクサー。コネチカット州ハートフォード生まれ。元世界フェザー級チャンピオン。イタリア系アメリカ人。同王座を5度防衛した。

## 略歴
アマチュアから1927年プロ入り。1929年9月23日、故郷ハートフォードで名王者アンドレ・ルーチスを破り世界フェザー級タイトル獲得。以後5度の防衛。1932年、体重増加によりタイトル返上。1940年に引退。

## 通算戦績
57勝（24KO）26敗3引分け